# State of Origin 1994
Die State of Origin Series 1994 waren die 15. Ausgabe des Rugby-League-Turniers State of Origin. Es bestand aus drei Spielen, die zwischen dem 23. Mai und dem 20. Juni stattfanden. New South Wales gewann die Series 2-1.

## Spiel 1
| 23. Mai | New South Wales Blues                                                   | 12 : 16       | Queensland Maroons                                        | Sydney Football Stadium, Sydney Zuschauer: 41.859 Schiedsrichter: Bill Harrigan |
| 23. Mai | Versuche: Harragon, B. Mackay Erhöhungen: G. Mackay (1/1) Wishart (1/1) | (6:4) Bericht | Versuche: Carne, Coyne, O’Neill Erhöhungen: Meninga (2/2) | Sydney Football Stadium, Sydney Zuschauer: 41.859 Schiedsrichter: Bill Harrigan |

| 1                  | Tim Brasher          |
| 2                  | Graham Mackay        |
| 3                  | Brad Fittler         |
| 4                  | Paul McGregor        |
| 5                  | Rod Wishart          |
| 6                  | Laurie Daley         |
| 7                  | Ricky Stuart         |
| 8                  | Glenn Lazarus        |
| 9                  | Ben Elias            |
| 10                 | Ian Roberts          |
| 11                 | Paul Sironen         |
| 12                 | Paul Harragon        |
| 16                 | Brad Mackay          |
| Auswechselspieler: |                      |
| 14                 | Andrew Ettingshausen |
| 15                 | Chris Johns          |
| 17                 | David Gillespie      |
| 18                 | David Barnhill       |

| 1                  | Julian O’Neill     |
| 2                  | Michael Hancock    |
| 3                  | Mal Meninga        |
| 4                  | Steve Renouf       |
| 5                  | Willie Carne       |
| 6                  | Kevin Walters      |
| 7                  | Allan Langer       |
| 8                  | Andrew Gee         |
| 9                  | Steve Walters      |
| 10                 | Martin Bella       |
| 11                 | Trevor Gillmeister |
| 12                 | Gary Larson        |
| 13                 | Billy Moore        |
| Auswechselspieler: |                    |
| 14                 | Mark Coyne         |
| 15                 | Darren Smith       |
| 16                 | Mark Hohn          |
| 17                 | Darren Fritz       |

## Spiel 2
| 8. Juni | New South Wales Blues                                                            | 14 : 0        | Queensland Maroons | Melbourne Cricket Ground, Melbourne Zuschauer: 87.161 Schiedsrichter: Graham Annesley |
| 8. Juni | Versuche: Lazarus, McGregor Erhöhungen: Brasher (2/2) Straftritte: Brasher (1/2) | (8:0) Bericht |                    | Melbourne Cricket Ground, Melbourne Zuschauer: 87.161 Schiedsrichter: Graham Annesley |

| 1                  | Tim Brasher          |
| 2                  | Andrew Ettingshausen |
| 3                  | Brad Fittler         |
| 4                  | Paul McGregor        |
| 5                  | Brett Mullins        |
| 6                  | Laurie Daley         |
| 7                  | Ricky Stuart         |
| 8                  | Glenn Lazarus        |
| 9                  | Ben Elias            |
| 10                 | Paul Harragon        |
| 11                 | Paul Sironen         |
| 12                 | Dean Pay             |
| 13                 | Bradley Clyde        |
| Auswechselspieler: |                      |
| 14                 | Ken Nagas            |
| 16                 | Brad Mackay          |
| 17                 | David Barnhill       |

| 1                  | Julian O’Neill     |
| 2                  | Michael Hancock    |
| 3                  | Mal Meninga        |
| 4                  | Mark Coyne         |
| 5                  | Willie Carne       |
| 6                  | Kevin Walters      |
| 7                  | Allan Langer       |
| 8                  | Andrew Gee         |
| 9                  | Kerrod Walters     |
| 10                 | Darren Fritz       |
| 11                 | Trevor Gillmeister |
| 12                 | Gary Larson        |
| 13                 | Billy Moore        |
| Auswechselspieler: |                    |
| 14                 | Adrian Vowles      |
| 15                 | Darren Smith       |
| 16                 | Mark Hohn          |
| 17                 | Gorden Tallis      |

## Spiel 3
| 20. Juni | Queensland Maroons                              | 12 : 27        | New South Wales Blues                                                                                | Suncorp Stadium, Brisbane Zuschauer: 40.000 Schiedsrichter: Bill Harrigan |
| 20. Juni | Versuche: Gee, Renouf Erhöhungen: O’Neill (2/2) | (6:18) Bericht | Versuche: Clyde, Daley, Fittler, Mullins Erhöhungen: Brasher (4/4) Dropgoals: Elias (2), Fittler (1) | Suncorp Stadium, Brisbane Zuschauer: 40.000 Schiedsrichter: Bill Harrigan |

| 1                  | Julian O’Neill  |
| 2                  | Michael Hancock |
| 3                  | Mal Meninga     |
| 4                  | Steve Renouf    |
| 5                  | Willie Carne    |
| 6                  | Kevin Walters   |
| 7                  | Allan Langer    |
| 8                  | Mark Hohn       |
| 9                  | Steve Walters   |
| 10                 | Darren Fritz    |
| 11                 | Billy Moore     |
| 12                 | Gary Larson     |
| 13                 | Jason Smith     |
| Auswechselspieler: |                 |
| 14                 | Mark Coyne      |
| 15                 | Darren Smith    |
| 16                 | Andrew Gee      |
| 17                 | Gorden Tallis   |

| 1                  | Tim Brasher          |
| 2                  | Andrew Ettingshausen |
| 3                  | Brad Fittler         |
| 4                  | Paul McGregor        |
| 5                  | Brett Mullins        |
| 6                  | Laurie Daley         |
| 7                  | Ricky Stuart         |
| 8                  | Ian Roberts          |
| 9                  | Ben Elias            |
| 10                 | Paul Harragon        |
| 11                 | Paul Sironen         |
| 12                 | Dean Pay             |
| 13                 | Bradley Clyde        |
| Auswechselspieler: |                      |
| 14                 | Ken Nagas            |
| 15                 | Chris Johns          |
| 16                 | Brad Mackay          |
| 17                 | David Barnhill       |

## Man of the Match
| Spiel | Man of the Match |
| ----- | ---------------- |
| 1     | Willie Carne     |
| 2     | Paul Harragon    |
| 3     | Ben Elias        |